# Goulmima
Goulmima è una città berbera del Marocco situata nella provincia di Errachidia, nella regione di Drâa-Tafilalet, con una popolazione di 17 952 abitanti.  Oasi agricola, è alimentata dal Wadi Gheris delle montagne centrali dell'Alto Atlante. Come altri insediamenti a Tafilalet, fu costruito come villaggio fortificato.